# Martin Zauner
Martin Georg Zauner (* 1962 in Wels) ist ein österreichischer Schauspieler und Regisseur.

## Leben
Martin Zauner absolvierte eine Schauspielausbildung am Brucknerkonservatorium in Linz. Im Anschluss folgten Engagements an das Tiroler Landestheater in Innsbruck, das Münchner Volkstheater und an das Neue Residenztheater in München. Seit 1991 ist er Mitglied des Ensembles am Theater in der Josefstadt.
Dort verkörperte er unter anderem den  Yvan in Yasmina Rezas Kunst, den Valère in Molières Komödie Der Geizige und den 'Tiger' Brown in Bertolt Brechts Die Dreigroschenoper. Im Jahr 2005 inszenierte er an den Wiener Kammerspielen  das Theaterstück Eine Bank in der Sonne von Ron Clark mit Otto Schenk.
Martin Zauner wirkte auch in zahlreichen Film- und Fernsehproduktionen mit. Darunter befanden sich die Spielfilme Bumerang-Bumerang von Hans W. Geißendörfer mit Katja Studt,  Jürgen Vogel und Lambert Hamel und Herr Ober! von und mit Gerhard Polt und   Christiane Hörbiger,  Robert Meyer und Ulrike Kriener. Er trat als Darsteller in vielen Fernsehserien wie Kommissar Rex, Café Meineid, SOKO Kitzbühel, SOKO Donau/Wien und Der Winzerkönig auf. Zudem war er in den Fernsehfilmen des ORF Der Millenniumsmörder, Lohn der Arbeit und Wehrlos aus der Fernsehreihe Tatort zu sehen. 
Von 2013 bis 2019 spielte er in der Fernsehserie CopStories die durchgehende Rolle des Chefinspektors Wilmer Eberts. Martin Zauner ist mit der Polizistin, Chefeinsatzplanerin und Vizepräsidentin des Weißen Rings Österreich, Brigadier Xenia Zauner, verheiratet, die er bei einem Szenarientraining für die Fernsehserie CopStories kennenlernte.

## Filmografie (Auswahl)
- 1989: Bumerang-Bumerang
- 1989: Die schnelle Gerdi (Fernsehserie) – Gerdi gründet eine Familie
- 1992: Herr Ober!
- 1992: Wir Enkelkinder
- 1995: Lieben wie gedruckt (Fernsehserie) – drei Folgen
- 1996–2000: Café Meineid (Fernsehserie) – zwei Folgen
- 2000: Tatort – Der Millenniumsmörder
- 2001: Kommissar Rex (Fernsehserie) – Der Bluff
- 2001: SOKO Kitzbühel (Fernsehserie) – Doppelfehler
- 2001: Der verkaufte Großvater (Fernsehfilm)
- 2002: Dolce Vita & Co (Fernsehserie) – Polterabend
- 2003: Twinni
- 2006: Der Tag, an dem der Papst gekidnappt wurde (Fernsehfilm)
- 2006: Die Ohrfeige (Fernsehfilm)
- 2007: Mein Nestroy (Fernsehfilm)
- 2007: Vier Frauen und ein Todesfall (Fernsehserie) – Rattengift
- 2008: Die Slupetzkis – Urlaub wider Willen (Fernsehfilm)
- 2010: Der Winzerkönig (Fernsehserie) – Die Kandidatin
- 2010: Vitasek? (Fernsehserie) – Die Filzlaus
- 2011: Tatort – Lohn der Arbeit
- 2011: SOKO Donau/SOKO Wien  (Fernsehserie) – Tür an Tür
- 2012: Ein Sommer in Kroatien (Fernsehfilm)
- 2013: Paul Kemp – Alles kein Problem (Fernsehserie) – zwei Folgen als Karl Gross
- 2013–2019: CopStories (Fernsehserie) – durchgehende Rolle als Chefinspektor Wilmer Eberts
- 2014: Bösterreich (Fernsehserie) – Der richtige Herr Schulwart
- 2016: Das Sacher
- 2017: Der Bozen-Krimi (Fernsehreihe) – Am Abgrund
- 2017: Tatort – Wehrlos
- 2017: Life Guidance
- 2018: Landkrimi – Grenzland
- 2020: Freud (Fernsehserie)